# Diaperoecia claviformis
Diaperoecia claviformis är en mossdjursart som beskrevs av Osburn 1953. Diaperoecia claviformis ingår i släktet Diaperoecia och familjen Diaperoeciidae. Inga underarter finns listade i Catalogue of Life.